# Forcén

## Historia del apellido
Apellido originario del antiguo Reino de Aragón (actual comunidad autónoma de Aragón, España) donde tuvo su más antigua casa solar.
Pedro Villar Forcén fue diputado por los Caballeros en 1179.
Gonzalo Forcén de Bornales, caballero del Reino de Aragón, fue gobernador de Aviñón (Francia), por el Papa Benedicto XIII, y Juan Forcén era, en 1448, miembro de la Cofradía de Caballeros de Calatayud.

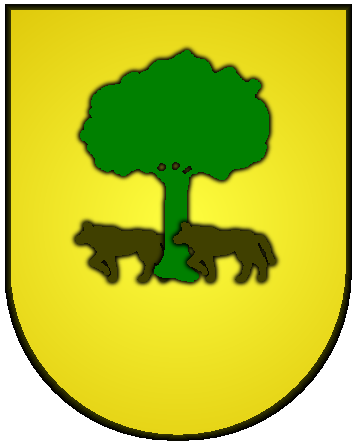
Escudo de armas de Forcén.

Otros caballeros de este ilustre solar fueron nobles e importantes y realizaron ejecutorias de nobleza e hidalguía en diversas órdenes de la época, así como en la Real Chancillería de Valladolid.
Entre sus descendientes destaca Don Luis Forcén Piedra, empresario español que emigró a México a principios del siglo XX, casado con Doña María Aurora Aramburu, con quien tuvo 5 hijas y un hijo.

## Escudo de armas
En oro, un árbol de sinople, con dos lobos de sable, puestos en palo y atravesados al tronco, uno por delante y otro por detrás.